# 晋宁郡 (南梁)
晋宁郡，中国南北朝时设置的郡。
南朝梁置晋宁郡，治今江苏省宿迁市东南。归属东徐州，辖境相当今江苏省宿迁市一带。东魏占据后改属东楚州。一千二百二十二户，五千二十三口。下辖临清县、魏兴县（武定七年改梁兴、临沂、兴义三县置，有鹄城）、富城县（武定七年改下邳、扶风、清河三郡置）、招农县（武定七年改兰陵郡十二县置，有晋宁城）。北齐时废入宿豫县。